# Bitwa pod Świętym Krzyżem
Bitwa pod Świętym Krzyżem – jedna z bitew powstania styczniowego, stoczona 12 lutego 1863 roku.

## Przebieg
Po walkach w Wąchocku Marian Langiewicz rozłożył dwa obozy – jeden pod dowództwem Dionizego Czachowskiego u podnóża góry, w Nowej Słupi, a drugi w klasztorze pobenedyktyńskim na Łysej Górze. Przebywał tam kilka dni, chcąc pozbierać rozproszonych po walkach wąchockich powstańców (jego oddział liczył wówczas ok. 1000 osób). W tym czasie do jego oddziału miał przystąpić Adam Chmielowski, później znany jako Brat Albert.  
Pod dowództwem Gołubiewa wyruszyły przeciwko Polakom wojska rosyjskie w sile 6 rot piechoty oraz 60 kozaków. Ruszył też Ksawery Czengiery z 5 rotatmi, półszwadronem dragonów i kilkudziesięcioma kozakami. To on około 9 rano, rozdzieliwszy siły, uderzył w powstańców stacjonujących w Słupi i na górze. Zaskoczeni z początku powstańcy zajęli dogodne pozycje pod lasem koło Słupi Nowej. Na górze ostrzelano Rosjan zza murów i z okien klasztoru, zmuszając ich do odwrotu. Podczas bitwy wykorzystano drewniane armaty. Bitwa zakończyła się po ok. 4 godzinach. Następnego dnia rano Langiewicz opuścił Święty Krzyż i udał się w stronę Staszowa.
Wykorzystanie drewnianych armat w czasie bitwy opisał w swoich wspomnieniach Władysław Zapałowski (pisownia oryginalna):

Od strony Słupi – gdyż tylko stąd był możliwy napad usypano baterię i postawiono dwie armaty drewniane, na sposób tych, jakiemi posługiwał się generał Bem w czasie powstania Węgrów. Śmiano się z tych armat, jednak jak wkrótce się pokaże, wielką oddały usługę. [...] Nasi rozrzuceni po lesie i krzakach w tyralierkę, mężnie stawiali czoło, a gdy nieprzyjaciel podsuwał się coraz bliżej, Langiewicz kazał dać ognia z owych drewnianych armat. Nieprzyjaciel zdumiony stanął nie spodziewając się zastać armat, obrzucony gradem kul i natarczywością kosynierów zaczął się cofać.

Jan K. Janowski tak tłumaczył zwycięstwo powstańców (pisownia oryginalna):

Strzelcy nasi w bitwie pod Słupią ukryci byli w lesie, a Moskale w zupełnie otwartym polu [...] w walce koło klasztoru nasi strzelali z poza murów i okien, i to najlepsi strzelcy.

## Bilans
Odsłonięci Rosjanie ponieśli duże straty (według Pamiętników o powstaniu styczniowym Jana K. Janowskiego Rosjanie musieli mieć co najmniej 60 zabitych). Straty powstańców były niewielkie – Stanisław Zieliński podaje liczbę 18 zabitych powstańców. 
W Pamiętnikach o powstaniu styczniowym Jan K. Janowski pisze (pisownia oryginalna):

Nieprzyjaciel się cofnął. Moskale musieli mieć co najmniej 60 zabitych i wielu rannych. Rachunek ten nie jest przesadzonym, gdyż jak później się dowiedzieliśmy, Moskale w trzech dołach w Hucie Starej pogrzebali swoich poległych, a kilkadziesiąt fur potrzebowali dla swoich rannych.

## Upamiętnienie
- Tablica pamiątkowa na ścianie budynku klasztornego, w którym obecnie mieści się Muzeum Świętokrzyskiego Parku Narodowego[6]
- 15 września 2013 roku w klasztorze na Świętym Krzyżu zorganizowano uroczystość upamiętniającą 150. rocznicę powstania styczniowego; tego samego dnia odsłonięto również tablicę pamiątkową poświęconą powstaniu styczniowemu, znajduje się ona w kruchcie Bazyliki na Świętym Krzyżu[6]

## Bitwa w sztuce
- W 1963 roku Jerzy Pietrzakowski namalował obraz Walki na Świętym Krzyżu (obraz znajduje się w Opactwie Cystersów w Wąchocku)[6]
- Ryszard Prauss namalował obraz Partia Powstańcza na Św. Krzyżu rok 1863[6]